# 樋渡結依
樋渡結依（日语：／ Hiwatashi Yui */?，2000年4月30日—）是日本女藝人，為女子偶像團體AKB48 Team B前成員，埼玉縣出身，所屬經紀公司為SPACE CRAFT。曾為兒童演員，2019年11月28日自AKB48畢業。

## 經歷
2006年
- 拍攝倍樂生的幼兒函授教材《巧連智English（日语：こどもちゃれんじ）》廣告，開始踏入演藝圈。

2007年
- 與仲間由紀惠為LOTTE拍攝「XYLITOL口香糖」廣告，受到不少注目。

2013年
- 12月17日，成為女子偶像團體「Karat☆（日语：からっと☆）」成員。[4] [5]

2014年
- 7月30日，宣布將從Karat☆畢業。[6] [7] [8]
- 8月17日，從Karat☆畢業。[9]

2015年
- 3月1日，入選為「第二屆AKB48集團選秀會議」候選者。[10]
- 5月10日，在第二屆AKB48集團選秀會議的第一輪指名中，被AKB48 Team A、NMB48 Team N、NMB48 Team BII三隊同時指名，最後抽籤由AKB48 Team A獲得交涉權，成為Team A所屬的研究生。[11]
- 6月23日，在Team A 「戀愛禁止條例」公演上擔任前座Girl[註 1]，初次在AKB48劇場公演登場。[12]
- 9月17日，在AKB48劇場於同月12日開始的春風亭小朝（日语：春風亭小朝）「夏娃是亞當的肋骨」特別公演上初次出演全场公演。[13]
- 11月5日，被選為AKB48劇場的田中將大「我在這裡的理由」特別公演在同月8日的初日公演成員之一。[14]

2016年
- 2月10日，參與演出Team A 7th Stage「獻給M.T.」初日公演，並獲發表升格為正式成員。[15][16]
- 6月1日，當日發行的AKB48第44張單曲《不需要翅膀》中，首次成為單曲選拔成員。[17]

2017年
- 12月8日，於AKB48劇場舉行的「AKB48 12周年紀念公演」中，AKB48營運方發表組閣（團員編組調整）消息，宣布她將轉移分隊至Team B，新的隊伍體制於2018年4月2日實施。

2018年
- 7月21日，以學業優先為由決定暫停活動，復出日期未定。[18]

2019年
- 4月4日，宣佈恢復暫時休止的AKB48 Mail。
- 4月15日，Team B「劇場的女神」公演中初出演，活動正式重開。
- 11月7日，Team B「劇場的女神」公演中宣佈畢業。
- 11月23日，參加最後的握手會。
- 11月28日，舉行畢業公演，正式從AKB48中畢業，同日AKB48活動完結。

2020年
- 7月27日，宣布加入童星時期的事務所SPACE CRAFT。[19]

## 音樂作品

### Karat☆時期参加單曲
|     | 發行日        | 單曲名稱 | Oricon 週榜最高名次 | 上榜周數 | 發售形態 | 產品編號  |
| --- | ------------- | -------- | ------------------- | -------- | -------- | --------- |
| 4th | 2014年4月23日 | 《》     | 第59名              | 2周      | CD       | FWMC-0005 |

### 單曲
- 標註有「★」符號者表示該首歌曲有拍攝MV。

|      | 發行日期       | 單曲名稱        | 參與歌曲名稱     | 名義            | 收錄於        | MV | 備註           |
| ---- | -------------- | --------------- | ---------------- | --------------- | ------------- | -- | -------------- |
| 43rd | 2016年3月9日   | 你就是旋律      | 獻給M.T.         | Team A          | 劇場盤        |    |                |
| 44th | 2016年6月1日   | 不需要翅膀      | 不需要翅膀       |                 | 全版本        | ★  | 初次进入选拔组 |
| 44th | 2016年6月1日   | 不需要翅膀      | Set me free      | Team A          | Type-A Type-B | ★  |                |
| 46th | 2016年11月16日 | High Tension    | 压抑不了的冲动   | Waiting Circle  | 全版本        | ★  |                |
| 47th | 2017年3月15日  | Shoot Sign      | 意外發生中       | AKB48 U-19選抜  | Type-D Type-E | ★  |                |
| 48th | 2017年5月31日  | 空有願望        | 前兆             |                 | Type-A        | ★  |                |
| 49th | 2017年8月30日  | #就是喜歡你     | 月光假面         | Upcoming Girls  | Type-C        | ★  |                |
| 50th | 2017年11月22日 | 11月的腳鏈      | 法定速度與優越感 | U-17選抜        | Type-E        | ★  |                |
| 51st | 2018年3月14日  | Ja-Ba-Ja        | Position         | AKB48新生代選拔 | Type-D Type-E | ★  |                |
| 51st | 2018年3月14日  | Ja-Ba-Ja        | 交到朋友了       | 抹茶和夥伴們。  | 劇場盤        |    |                |
| 52nd | 2018年5月30日  | Teacher Teacher | 新鐘聲           | Team B          | Type-C        | ★  |                |

### 專輯
|     | 發行日期      | 單曲名稱             | 參與歌曲名稱   | 名義 | 收錄於 | 備註 |
| --- | ------------- | -------------------- | -------------- | ---- | ------ | ---- |
| 9th | 2018年1月24日 | 那個黎明，我們都知道 | 天國的隱匿之處 |      | Type-A |      |

#### 劇場公演分组曲
| 公演名稱                           | 參與歌曲名稱 | 備註                               |
| ---------------------------------- | ------------ | ---------------------------------- |
| 研究生時期                         |              |                                    |
| Team A 「戀愛禁止條例」公演        | 愛情的捉迷藏 | 前座Girl                           |
| 春風亭小朝「夏娃是亞當的肋骨」公演 | -            | 未参加分组曲演出，但表演了南京玉簾 |
| 田中将大“我在这里的理由”公演       | 无望之泪     |                                    |
| Team A時期                         |              |                                    |
| Team A 7th Stage「獻給M.T.」       | 制服比基尼   |                                    |
| Team A 7th Stage「獻給M.T.」       | 梦中Kiss me! | 宫脇咲良的代演                     |

## 演出

### 廣告
- 倍樂生 巧連智English（日语：こどもちゃれんじ）（2002年）
- 獅王 Varsan（日语：バルサン）（2006年）
- 京都銀行（2007年）
- LOTTE XYLITOL口香糖 （2007年）
- 強生 BAND-AID・素肌 [21]（2007年）
- 外為.com（日语：外為どっとコム）（2009年）
- 麥當勞蛋捲冰淇淋 （2009年）
- Smile 光之美少女！（2012年）
- 心跳！光之美少女（2013年）
- Happiness Charge 光之美少女！（2014年）
- 明石スクールユニフォームカンパニー（2016年）

### 綜藝及節目資訊
- 《AKB48的今夜來外宿》（2015年10月5日－2015年12月21日，以固定班底演出，全12話；日本電視台）
- bot（2018年2月28日、3月7日；富士電視台）-主持人[22]

### 電視劇
- 上を向いて歩こう〜坂本九物語〜[23]（2005年；東京電視台）
- メッセージ〜伝説のCMディレクター・杉山登志〜（2006年；MBS）
- MAGISTER NEGI MAGI 魔法先生ネギま!（2007年；東京電視台）－飾演 近衛木乃香（幼少）
- 齊藤太太來了（2008年；日本電視台）

### 電影
- のんちゃんのり弁（2009年）

### 動畫電影
- 巧虎電影 魔法島大冒險（2018年；東寶）-飾演 可愛的小魔法師[24]

## 書籍

### 雜誌連載
- LOVE berry vol.1（2015年12月25日；德間書店）[25]

## 注解
1. ↑  ；指劇場公演正式開始前，演唱暖場曲之演唱成員。
2. ↑  收入曲目： 1. 2. 及两曲伴奏

## 外部連結
- 樋渡結依官方網站 （页面存档备份，存于）（日語）
- AKB48個人介紹頁（日語）
- 樋渡結依的X（前Twitter）（日語）
- 樋渡結依的Instagram帳戶（日語）
- 第二屆AKB48選秀會議候補者介紹頁 （页面存档备份，存于）（日語）
- SPACE CRAFT個人介紹頁 （页面存档备份，存于）（日語）